# Vuelo 202 de Pan Am
El 29 de abril de 1952, el vuelo 202 de Pan American Airways, servicio "El Presidente" se destruyó en el aire. Murieron las 50 personas a bordo.

## Vuelo
El vuelo 202 de PAA era un Boeing 377 Stratocruiser que volaba desde Buenos Aires, Argentina hasta Nueva York, Estados Unidos, con escalas en Montevideo, Río de Janeiro y Puerto España.
Este vuelo despegó de Buenos Aires a las 3:40.
Cuando el Stratocruiser volaba sobre Brasil Central, la tripulación contactó a la torre normalmente. El avión estaba volando a 4.400 m de altura por VFR (visualmente). No se volvió a saber de ellos.
Dos días después de la desaparición del Stratocruiser, encontraron los restos en la selva. Por los daños se notaba que el Stratocruiser se destruyó en el aire.

## Accidente
1- El motor número 2 se separó de la aeronave por motivos desconocidos exactamente.
2- Se dañó el estabilizador horizontal izquierdo y el vuelo 202 comenzó a elevarse de forma extrema.
3- El ascenso extremo creó una falla estructural y rompió el ala izquierda.
4- El Stratocruiser se desintegró y se estrelló.

## Investigación
Después de la pérdida de otro Stratocruiser, 3 años después del accidente, se concluyó que la causa probable del vuelo 202 se debió a una fractura por fatiga de la hélice del motor número 2, porque se supo que los Stratocruiser tenían problemas similares.
Una de las hipótesis barajadas como más probable es que los Stratocruiser habían presentado el problema de hélice loca, un fallo en que la hélice se descontrola en medio de un ruido ensordecedor y se suelta de su eje, pudiendo golpear la sección de proa del avión, cercenándola parcial o totalmente.
La causa exacta nunca fue descubierta. El ala que se rompió fue encontrada un poco alejada de los restos del avión. Los restos del motor número 2 nunca se hallaron.